# Lettres au Castor

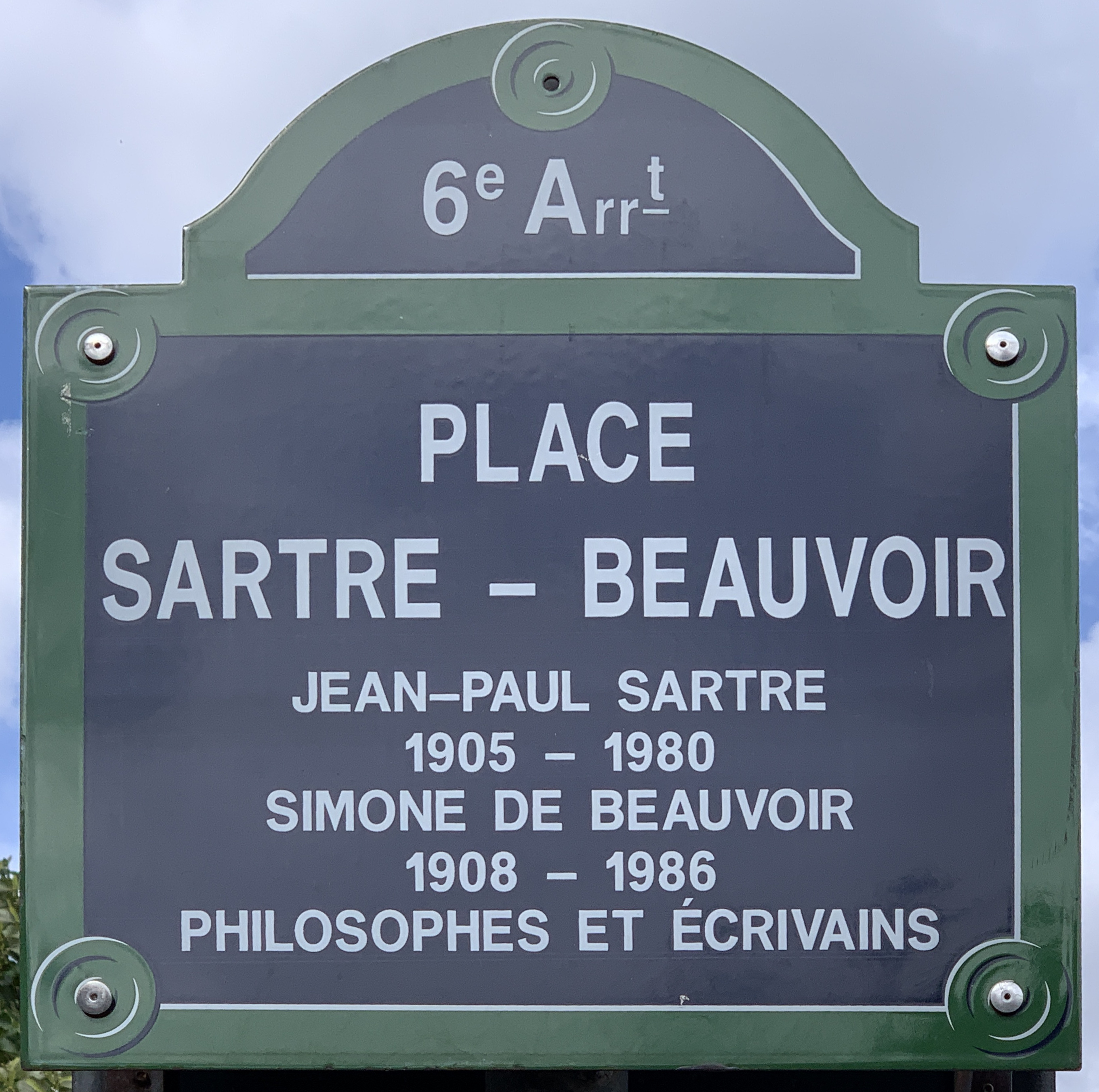
Plaque de la Place Jean Paul Sartre Simone Beauvoir, Paris 6e, située en face des Deux Magots, café littéraire que le couple fréquentait assidûment. Elle a été inaugurée le 11-4-2000.

Lettres au Castor et à quelques autres est un recueil en deux tomes des lettres écrites par Jean-Paul Sartre à Simone de Beauvoir (dont le surnom est Castor) et  que Simone de Beauvoir fit publier après la mort de Sartre. Tous les sujets y sont abordés: philosophie, littérature, vies intime et quotidienne.
Les « quelques autres » sont une sélection de femmes, choisies parmi la multitude de maîtresses qu’eut l’écrivain, et que Beauvoir désigne par des surnoms.

## Historique
Jean-Paul Sartre et Simone de Beauvoir se rencontrent  en septembre 1929. Leur union dure plus de cinquante ans. Ils s’écrivent beaucoup et leur correspondance compte des centaines de lettres.

 
En 1974, au cours d’un des entretiens avec Simone, Sartre parle de ses lettres en ces termes : 

« C’étaient la transcription de la vie immédiate… C’était un travail spontané. Je pensais à part moi qu’on aurait pu les publier ces lettres…  J’avais la petite arrière-pensée qu’on les publierait après ma mort... Mes lettres ont été en somme l’équivalent d’un témoignage sur ma vie. »

.
 
Trois ans après  la mort de Sartre, en avril 1980, Simone de Beauvoir publie les Lettres au Castor , un recueil en deux volumes qui rassemble une partie de la correspondance qu’elle a reçue de lui, « mais expurgée d’un tiers environ»,,.

 
Ses amis lui demandent : 

« - Mais les vôtres, Castor ?
- Mes lettres ? Elles sont perdues. »

Elle le pense vraiment  et dit à ses proches, que si elle devait les retrouver un jour  elles ne seraient pas publiées de son vivant, mais qu’après sa mort elles pourraient l’être,.
Les « quelques autres » femmes dont il s’agit  sont  les comédiennes Simone Jolivet (surnom : Toulouse), Wanda Kosakiewicz (Tania), Olga Kosakiewicz (Zazoulich) et de la philosophe  Bianca Lamblin (Louise Védrine), quatre parmi les nombreuses maîtresses qui jalonnèrent la vie amoureuse de Sartre,.
Une autre ouvrage de l'écrivain a été publié en 1983, les Carnets de la drôle de guerre, édité par sa fille adoptive Arlette Elkaïm-Sartre.

## Thèmes abordés
Dans ses lettres, dont la plupart commencent par la formule «Mon charmant Castor », ou bien « Mon cher amour » ou encore « Ma petite épouse morganatique », Sartre aborde tous les sujets : philosophie , politique, vie quotidienne, sa vie de prisonnier en Allemagne (dont la  composition de ses repas), ….
La complexité des  rapports sentimentaux  entre les deux écrivains est dévoilée au grand jour. Cela apparaît plus nettement encore, lors de la publication des Lettres à Sartre de Simone de Beauvoir, en 1990, en deux tomes également, qui sont les réponses aux Lettres au Castor.
Une lecture en parallèle des deux recueils permet de mieux  percevoir l’état d’esprit qui se dégage de ces échanges épistolaires.

## Réception critique
La critique est unanimement favorable: Sartre dévoile une face cachée de sa personnalité. Il n'est plus seulement le philosophe, le dramaturge, l'écrivain. Il aime rire, a le sens de l’humour et n’aime pas s’ennuyer. Jusqu’alors, le couple Sartre-Beauvoir «était perçu comme triste, austère, ne plaisantant pas avec la morale », mais ces lettres prouvent qu'il n'en était rien. Les détails explicites de ses relations amoureuses, qu’il appelait «ses amours accessoires et contingentes », révèlent, selon Jean-François Josselin un côté Valmont insoupçonné, qui plaît plus qu'il ne choque, ce qui conduit le journaliste à poser la question: 
La capacité d'écriture de Sartre suscite l'admiration. Quotidiennement il écrit plusieurs dizaines de pages dont il parle dans ses «Lettres», lesquelles ne représentent qu'une infime partie de l'ensemble. Il en résulte que « le lecteur d’aujourd’hui dispose d’un document irremplaçable sur la vie de Sartre, ses activités de lecteur et d’écrivain.»
Les quelques critiques suivantes reflètent l'accueil général qui a été réservé aux Lettres:

- Jacques Deguy dans le Magazine Littéraire de novembre 1990 écrit : 

« Les deux tomes de 1983 ont offert au public près de 900 pages inédites dont la variété et la qualité ont apporté à Sartre une nouvelle consécration posthume, celle d’un virtuose de l’écriture intime : nouveau registre d’expression ajouté à une œuvre qui, dans ses textes déjà connus, ne manquait pourtant pas de polyphonie. […] Lettres au Castor ou Lettres à Louise Colet ? Lettres persanes aussi, d’un philosophe spectateur des absurdités du monde et marquées d’un humour d’autant plus irrésistible qu’il inclut l’observateur »

- Pascal Lainé est enthousiamé  par les  Lettres au Castor qu’il qualifie de «chef-d’œuvre »:  

« Eh bien, voilà ! Sartre aura été aussi l’un des grands épistoliers  de notre langue, aux côtés de  Voltaire ou de Mme de Sévigné ! Il ne manquait que cette corde à son arc. […] c’est la révélation d’une écriture superbe, primesautière, pleine d’humour et de verve. Sartre est spontanément un grand écrivain.[…] Ses lettres font un recueil de « choses vues » fourmillant de saynètes où la vie , la simple vie des gens, est magnifiquement rendue. Elles forment ainsi une œuvre  à part entière, et peut-être même – pourquoi ne pas le dire ? – son chef-d’œuvre littéraire . »

- Bertrand Poirot-Delpech, dans l’émission Boîte aux lettres diffusée sur FR3 le 6 octobre 1983 dit:

« C’est une lecture fascinante et drôle, car Sartre était quelqu’un de très gai dans la vie, malgré sa philosophie assez sombre. […] Ces lettres ouvrent des horizons sur quels étaient les accords entre eux [Sartre et Beauvoir] et il semble que Sartre ait pris Beauvoir pour une maman, auprès de laquelle il confessait à la fois ses abominations et à qui il demandait pardon, et surtout,  à qui il confiait ses manuscrits parce qu’il y avait entre eux une confiance intellectuelle qui dépassait peut-être encore plus l’affectif »

.